# Краснушка
Красну́шка (лат. Lactárius subdúlcis) — гриб рода Млечник (лат. Lactarius) семейства Сыроежковые (лат. Russulaceae). 
Синонимы
- Русские: мле́чник сладкова́тый, груздь сладкий, попута
- Латинские:
  - Agaricus subdulcis Pers., 1801 basionym
  - Galorrheus subdulcis (Pers.) P. Kumm., 1871
  - Lactifluus subdulcis (Pers.) Kuntze, 1891

## Описание

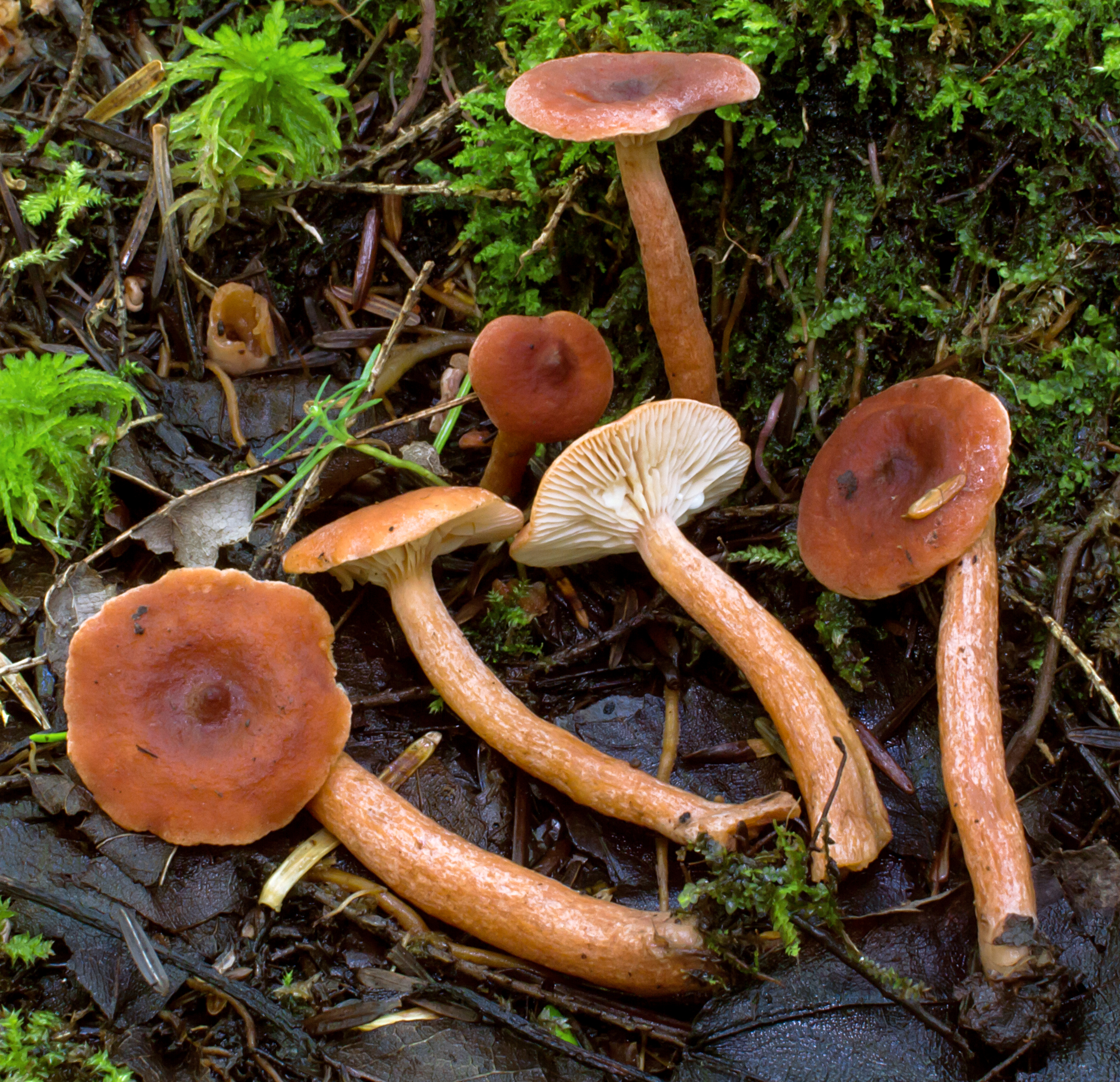

Шляпка ∅ 3—7 см, плотная, но ломкая, сначала выпуклая, затем плоская и немного вдавленная, иногда — с маленьким бугорком. Кожица коричневого цвета, матовая, гладкая или слегка морщинистая.
Мякоть хрупкая, с лёгким неприятным запахом раздавленного клопа или резины и горькая на вкус. При надрезе выделяет жидкий млечный сок водянисто-белого цвета, сначала сладковатый, но сразу же начинающий отдавать горечью.
Пластинки частые, узкие, слегка нисходящие, сначала беловатые, с возрастом становятся светло-коричневые с розовым отливом.
Ножка 3—7 см в высоту, ∅ 1—1,5 см, цилиндрическая, может быть суженной у основания, с продольными ворсистыми полосками.
Споровый порошок от кремового до розоватого цвета, споры 7,5×6 мкм, почти округлые, сетчатые, амилоидные.

### Изменчивость
Цвет шляпки и ножки может варьировать от ржаво-красного до тёмно-коричневого. Пластинки сначала беловатые, потом розоватые с фиолетовым отливом. Цвет мякоти может быть белым или ореховым.

### Экология и распространение
Образует микоризу с лиственными деревьями, преимущественно с буком и дубом. Растёт в лиственных лесах, во мху, на подстилке, иногда во влажных местах, группами.
Сезон с начала июля до октября (массово в конце августа и в конце сентября).

### Сходные виды
- Горькушка (Lactarius rufus). От неё краснушка отличается более тёмным, бордовым цветом и неедким млечным соком.
- Молочай (Lactarius volemus) легко отличается бо́льшим размером, мясиситой консистенцией и обильно стекающим млечным соком.

## Пищевые качества
Условно съедобный гриб, используется солёным, иногда маринованным. Часто считается несъедобным.